# Die Familie ohne Namen

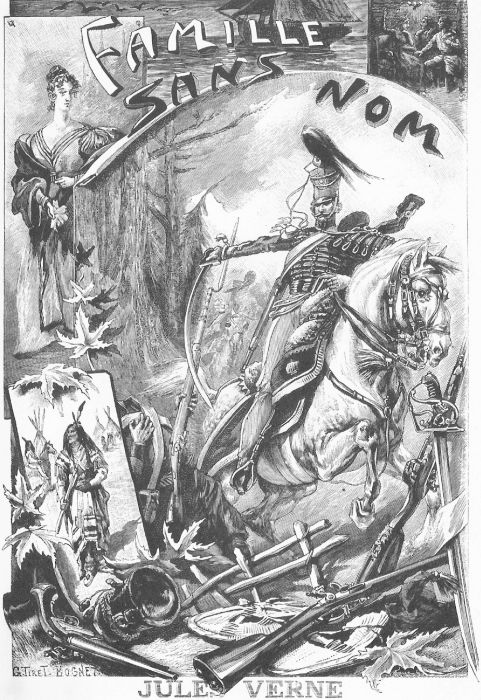
Titelseite des Romans mit einer Illustration des Zeichners Georges Tiret-Bognet

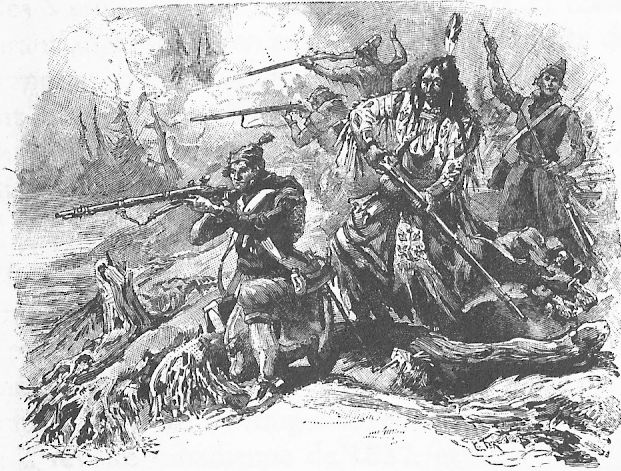
Illustration aus dem Roman, gezeichnet von Georges Tiret-Bognet

Die Familie ohne Namen ist ein Roman des französischen Autors Jules Verne. Der Roman wurde erstmals 1889 von dem Verlag Pierre-Jules Hetzel unter dem französischen Titel Famille sans nom veröffentlicht. Band I erschien am 20. Mai 1889 und Band II am 14. November 1889. Die erste deutschsprachige Ausgabe erschien 1891 unter dem Titel Die Familie ohne Namen. Der englische Titel des Romans lautet Family Without a Name.

## Handlung
Die Geschichte spielt in Kanada am Anfang des 19. Jahrhunderts. Das Land ist unter britischer Verwaltung, nachdem die europäischen Mächte Frankreich und Großbritannien schon mehrmals um die Regentschaft der Kolonie gekämpft haben. Diese Kämpfe geschahen gleichzeitig mit den Kämpfen um die Unabhängigkeit der vorwiegend durch Frankokanadier besiedelten Gebiete.
Das Ziel der kanadischen Patrioten ist analog den USA einen selbständigen französisch orientierten Staat zu gründen. Ein Schlag gegen die Aufständischen gelang der britisch orientierten Regierung durch einen Verräter unter den Patrioten. Dieser lieferte die Führungsspitze des Aufstandes von 1825 an die Briten aus. Der Rechtsanwalt Morgaz hatte für 50.000 Dollar seine Kameraden verraten, um nicht selbst wegen Landesverrat angeklagt zu werden. Drei Führer der kanadischen Patrioten wurden daraufhin hingerichtet, andere wanderten für viele Jahre in das Gefängnis. Die Familie Morgaz war unter den frankokanadischen Siedlern dafür verhasst und musste deswegen fliehen. Die Familie findet keine Ruhe vor dem Volkszorn und kann immer nur für kurze Zeit an einem bestimmten Ort bleiben. Morgaz, seine Frau Bridget und die Söhne Jean und John müssen immer nach einer kurzen Zeit das Weite suchen. Sie verstecken sich in der Nähe der Grenze zu den USA. Morgaz ist der nervlichen Belastung nicht mehr gewachsen und erschießt sich mit seinem Gewehr. Aus seinen Taschen fielen nach seinem Tod bündelweise Geldscheine, die Teil des Judaslohns für seinen Verrat waren.
Viele Jahre später nach mehreren erfolglosen Aufständen, gärt es wieder in der Kolonie. Die Briten merken, dass die Situation einem Pulverfass gleicht. Ein geheimnisvoller Unbekannter koordiniert aus dem Untergrund den Aufstand. Er nennt sich John Namenlos. Keiner kennt seine wahre Identität, er ist überall und nirgends, versorgt darüber hinaus die Patrioten mit Geld für Waffen und hält alle Fäden des Aufstands in der Hand. Als er die Führungsriege des zukünftigen Aufstandes in der Villa des Patrioten Vaudreuil zusammenkommen lässt, trifft er auch auf dessen Tochter Clary. Diese ist schon eine Weile eine Verehrerin von John Namenlos aber nach dem Treffen ist sie voller Sympathien für ihn. Dieser erwidert aber aus Scham nicht die Gefühle Clarys. Ihr Vater war eines der Opfer des Verrates durch Morgaz und brachte mehrere Jahre im Kerker zu. John Namenlos ist in Wirklichkeit der Sohn John des Verräters Morgaz. Er will einen Teil der Schmach der Familie durch seine Aktionen tilgen. Sein Bruder Jean hat einen anderen Weg gewählt: Als Ordensbruder Jean nutzt er die Freiheit der Predigt, um mit flammenden Reden von der Kanzel die Bewohner der Kolonie aufzurütteln. Der von den Kanadiern geachtete und bewunderte Held John Namenlos ist der Staatsfeind Nummer eins der Briten. Privatdetektive werden auf ihn angesetzt und ein Kopfgeld von 6.000 Dollar für Hinweise zu seiner Ergreifung ausgesetzt.
John reist durch die kanadischen Provinzen um das Netz der Vorbereitung zum Aufstand zu knüpfen und organisiert Waffenlieferungen. Nach einem ersten Teilsieg der Aufständischen gelingt es der Übermacht der Briten die kanadischen Patrioten zu besiegen. Die Briten nehmen grausame Rache und ziehen brennend und schändend durch die Orte der Aufständischen. Im Kampf wird der alte Vaudreuil schwer verletzt und John gelingt es den Verwundeten heimlich zu seiner einsam in einer Hütte am Rande eines Ortes lebenden Mutter Bridget zu bringen. Eines der Opfer ihres Mannes ist jetzt in ihrer Obhut und soll die wahre Identität von John nie erfahren.
Vaudreuil glaubt im Sterben zu liegen. Er möchte noch einmal seine Tochter Clary sehen. Bridget holt diese nachts aus dem Nachbarort. Das Haus von Bridget wird jedoch von den Häschern der Briten umstellt, die eine Hausdurchsuchung durchführen wollen. Sie haben die Information, dass sich John Namenlos in diesem Haus aufhalten soll. Die Durchsuchung wird von dem Privatdetektiv Rip durchgeführt, der sich im Falle des Verrats des alten Morgaz unrühmlich hervortat. Als er Morgaz Frau wiedererkennt, bläst er die Durchsuchung ab. Bei einer Verräterin wird sich seiner Meinung nach kein Führer der Patrioten aufhalten. Nach diesen Worten von Rip sind Bridget und John vor der Tochter Vaudreuils enttarnt. John flieht daraufhin vor seiner Vergangenheit.
In der Endphase des Kampfes haben sich die letzten Patrioten auf einer Insel oberhalb der Niagarafälle zurückgezogen. Als Rip die wahre Identität der Witwe Morgaz enthüllt, soll diese von den aufgebrachten Patrioten gelyncht werden. Da wirft sich John dazwischen und gibt sich als Sohn des Verräters Morgaz zu erkennen. Die Wellen des Hasses werden zwar abgeschwächt, aber die Menge vergibt ihm nicht. Am nächsten Tag, als die Insel von der Übermacht der Briten gestürmt wird, wirft er sich todesverachtend in die Entscheidungsschlacht. Auch die Stämme der Huronen, die auf der Seite der kanadischen Patrioten kämpfen, können die Niederlage der Freiheitskämpfer nicht verhindern. John will mit letzter Kraft Clary in einem Boot vor den Briten in Sicherheit bringen und bricht in deren Kugelhagel zusammen. Gemeinsam mit ihrem toten Geliebten lässt sich Clary in Richtung der Niagarafälle treiben...